# Edelbert Richter
Edelbert Richter (ur. 25 lutego 1943 w Chemnitz, zm. 23 lipca 2021 w Weimarze) – niemiecki polityk, teolog i pastor, poseł do Volkskammer i Bundestagu, obserwator w Parlamencie Europejskim.

## Życiorys
Po zdaniu matury w 1961 nie dopuszczono go do studiowania filozofii, podjął pracę w fabryce. Od 1963 do 1968 studiował teologię na Uniwersytecie Marcina Lutra w Halle, w 1976 obronił dysertację doktorską. Był asystentem i pastorem w zborach w Naumburg i Stößen. Od 1987 do 1990 wykładał teologię systematyczną na uczelni w Erfurcie, później został wykładowcą filozofii. Opublikował kilkanaście książek o tematyce politycznej.
Od lat 70. aktywny w ugrupowaniach opozycyjnych, a także ruchu pokojowym i ekologicznym. W 1989 należał do założycieli Demokratycznego Przebudzenia, w styczniu 1990 przeszedł do SPD. W marcu tegoż wybrano go do Volkskammer. Jego mandat wygasł wraz ze zjednoczeniem Niemiec w październiku 1990, następnie do końca XI kadencji w grudniu 1990 zasiadał w Bundestagu. Od lutego 1991 do lipca 1994 był obserwatorem w Parlamencie Europejskim reprezentującym dawną NRD z rekomendacji SPD. W 1994 powrócił do federalnego parlamentu, gdzie zasiadał do 2002. Zaangażował się w ruch ATTAC. W 2005 opuścił socjaldemokratów, dwa lata później dołączył do Die Linke.

## Życie prywatne
Żonaty, ma dwoje córki.